# Primetime-Emmy-Verleihung 1970
Die 22. Emmy-Verleihung fand am 7. Juni 1970 im Century Plaza Hotel in Los Angeles, Kalifornien, USA statt. Die Zeremonie wurde von David Frost und Danny Thomas moderiert.

## Hauptkategorien

### Dramaserie
(Outstanding Dramatic Series)
* Dr. med. Marcus Welby (Marcus Welby, M.D.) (ABC)
- Der Chef (Ironside) (NBC)
- NET Playhouse (NET)
- Die Forsyte Saga (The Forsyte Saga) (PBS)
- Twen-Police (The Mod Squad) (ABC)
- The Name of the Game (NBC)

### Comedyserie
(Outstanding Comedy Series)
* Das ist meine Welt (My World and Welcome To It) (NBC)
- Love, American Style (ABC)
- Room 222 (ABC)
- Bill Cosby (The Bill Cosby Show) (NBC)
- Eddies Vater (The Courtship of Eddie's Father) (ABC)

### Drama
(Outstanding Dramatic Program)
* Hallmark Hall of Fame (Episode: A Storm in Summer) (NBC)
- David Copperfield (NBC)
- Dr. med. Marcus Welby (Marcus Welby, M.D.) (Folge: Hello, Goodbye, Hello) (ABC)
- My Sweet Charlie (NBC)

## Hauptdarsteller

### Hauptdarsteller in einer Drama-Serie
(Outstanding Continued Performance by an Actor in a Leading Role in a Dramatic Series)
* Robert Young als Dr. Marcus Welby in Dr. med. Marcus Welby (Marcus Welby, M.D.)
- Raymond Burr als Robert T. Ironside in Der Chef (Ironside)
- Robert Wagner als Alexander Mundy in Ihr Auftritt, Al Mundy (It Takes A Thief)
- Mike Connors als Joe Mannix in Mannix (Mannix)

### Hauptdarsteller in einer Comedy-Serie
(Outstanding Continued Performance by an Actor in a Leading Role in a Comedy Series)
* William Windom als John Monroe in Das ist meine Welt (My World and Welcome To It)
- Lloyd Haynes als Pete Dixon in Room 222
- Bill Cosby als Chet Kincaid in Bill Cosby (The Bill Cosby Show)

### Hauptdarsteller (Einzelleistung)
(Outstanding Single Performance by an Actor in a Leading Role)
* Peter Ustinov als Abel Shaddick in Hallmark Hall of Fame (Episode: A Storm in Summer)
- Sir Laurence Olivier als Mr. Creakle in David Copperfield
- Al Freeman als Charles Roberts in My Sweet Charlie

### Hauptdarstellerin in einer Drama-Serie
(Outstanding Continued Performance by an Actress in a Leading Role in a Dramatic Series)
* Susan Hampshire als Fleur Mont née Forsyte in Die Forsyte Saga (The Forsyte Saga)
- Joan Blondell als Lottie Hatfield in Here Comes the Brides
- Peggy Lipton als Julie Barnes in Twen-Police (The Mod Squad)

### Hauptdarstellerin in einer Comedy-Serie
(Outstanding Continued Performance by an Actress in a Leading Role in a Comedy Series)
* Hope Lange als Carolyn Muir in Der Geist und Mrs. Muir (The Ghost and Mrs. Muir)
- Elizabeth Montgomery als Samantha Stephens in Verliebt in eine Hexe (Bewitched)
- Marlo Thomas als Ann Marie in Süß, aber ein bißchen verrückt (That Girl)

### Hauptdarstellerin (Einzelleistung)
(Outstanding Single Performance by an Actress in a Leading Role)
* Patty Duke als Marlene Chambers in My Sweet Charlie
- Dame Edith Evans als Aunt Betsy Trotwood in David Copperfield
- Shirley Jones als Katherine Johnson in In einer Nacht wie dieser (Silent Night, Lonely Night)

## Nebendarsteller

### Nebendarsteller in einem Drama
(Outstanding Performance by an Actor in a Supporting Role in Drama)
* James Brolin als Dr. Steven Kiley in Dr. med. Marcus Welby (Marcus Welby, M.D.)
- Greg Morris als Barney Collier in Kobra, übernehmen Sie (Mission: Impossible)
- Tige Andrews als Capt. Adam Greer in Twen-Police (The Mod Squad)

### Nebendarsteller in einer Comedy
(Outstanding Performance by an Actor in a Supporting Role in Comedy)
* Michael Constantine als Principal Seymour Kaufman in Room 222
- Werner Klemperer als Oberst Wilhelm Klink in Ein Käfig voller Helden (Hogan's Heroes)
- Charles Nelson Reilly als Claymore Gregg in Der Geist und Mrs. Muir (The Ghost and Mrs. Muir)

### Nebendarstellerin in einem Drama
(Outstanding Performance by an Actress in a Supporting Role in Drama)
* Gail Fisher als Peggy Fair in Mannix (Mannix)
- Barbara Anderson als Officer Eve Whitfield in Der Chef (Ironside)
- Susan Saint James als Peggy Maxwell in The Name of the Game

### Nebendarstellerin in einer Comedy
(Outstanding Performance by an Actress in a Supporting Role in Comedy)
* Karen Valentine als Alice Johnson in Room 222
- Agnes Moorehead als Endora in Verliebt in eine Hexe (Bewitched)
- Lurene Tuttle als Hannah Yarby in Julia (Julia)

## Regie

### Regie bei einer Dramaserie/Fernsehfilm
(Outstanding Directorial Achievement in Drama)
* Paul Bogart für CBS Playhouse (Episode: Shadow Game) (CBS)
- Buzz Kulik für Hallmark Hall of Fame (Episode: A Storm in Summer) (NBC)
- Lamont Johnson für My Sweet Charlie (NBC)

## Drehbuch

### Drehbuch für eine Dramaserie/Fernsehfilm
(Outstanding Writing Achievement in Drama)
* Richard Levinson & William Link für My Sweet Charlie (NBC)
- Don M. Mankiewicz für Dr. med. Marcus Welby (Marcus Welby, M.D.) (Pilot) (ABC)
- George Bellak für CBS Playhouse (Episode: Sadbird) (CBS)